# Araguanã (Tocantins)
Araguanã è un comune del Brasile nello Stato del Tocantins, parte della mesoregione Ocidental do Tocantins e della microregione di Araguaína.